# Saara Kuugongelwa
Saara Kuugongelwa-Amadhila (ur. 12 października 1967 w bantustanie Owamboland) – namibijska ekonomistka i polityk, premier Namibii w latach 2015–2025. Od 20 marca 2025 przewodnicząca Zgromadzenia Narodowego.

## Życiorys
Uzyskała licencjat z ekonomii na Lincoln University. W 1995 była urzędnikiem w kancelarii prezydenta. W latach 1995–2003 pełniła funkcję dyrektora generalnego Narodowej Komisji Planowania. W 2003 weszła w skład gabinetu Theo-Ben Guriraba, obejmując stanowisko ministra finansów. Zachowała je w rządach Nahasa Anguli oraz Hage Geingoba i pełniła do 2015.
Udziela się w strukturach SWAPO. Wchodzi w skład komitetu centralnego partii, działała także w partyjnej młodzieżówce.
21 marca 2015, jako pierwsza kobieta w historii, objęła urząd premiera Namibii. 20 marca 2025, w związku z wyborem na stanowisko przewodniczącej Zgromadzenia Narodowego (niższej izby namibijskiego parlamentu), zakończyła sprawowanie funkcji premiera. 